# Peter Rytter Munk
Peter Rytter Munk (ur. 27 lutego 1995 w Hadsund) – duński wioślarz.

## Osiągnięcia
- Srebro - Nowy Meksyk Sztokholm, Szwecja, 2013
- Złoto - Mistrzostwa Danii, Lake Brabrand, Dania, 2011[2]
- Złoto - Mistrzostwa Danii, jezioro Bagsvaerd, Dania 2010
- Srebro - Mistrzostwa Danii, Odense, Dania 2009[3]